# Ель Хаджі Малік Діуф
Ель Хаджі Малік Діуф (англ. El Hadji Malick Diouf; нар. 28 грудня 2004, Зігіншор, Сенегал) — сенегальський професійний футболіст, лівий захисник або вінгбек, гравець клубу Вест Гем Юнайтед та національної збірної Сенегалу.

## Клубна кар'єра

### «Тромсе»
Діуф розпочав футбольну кар'єру в академії Маваде Ваде у Сенегалі. 21 лютого 2023 року після вдалого перегляду підписав контракт з норвезьким клубом Тромсе. Першу половину сезону отримував небагато ігрового часу, але згодом закріпився в основі й завершив сезон із 21 матчем та 3 голами.

### «Славія» (Прага)
У січні 2024 року Діуф перейшов до чеського клубу «Славія Прага», підписавши контракт на чотири з половиною роки. Дебютував у матчі проти «Карвіни», в якому також забив свій перший гол за команду.

### «Вест Гем Юнайтед»
15 липня 2025 року Діуф підписав довгостроковий контракт із клубом англійської Прем'єр-ліги — Вест Гем Юнайтед.

## Міжнародна кар'єра
Дебютував за національну збірну Сенегалу 9 вересня 2024 року в матчі відбору на Кубок африканських націй 2025 проти Бурунді, який проходив у Лілонгве, Малаві.

## Статистика

### Клубна
Станом на 27 січня 2025 року
| Клуб             | Сезон           | Ліга             | Матчі (голи) | Кубки | Єврокубки | Всього |
| ---------------- | --------------- | ---------------- | ------------ | ----- | --------- | ------ |
| Тромсе           | 2023            | Елітсерія        | 15 (2)       | 6 (1) | —         | 21 (3) |
| Славія Прага     | 2023–24         | Перша ліга Чехії | 7 (1)        | 1 (1) | 1 (0)     | 9 (2)  |
| Славія Прага     | 2024–25         | Перша ліга Чехії | 18 (6)       | 0 (0) | 11 (0)    | 29 (6) |
| Разом за Славію  | Разом за Славію |                  | 25 (7)       | 1 (1) | 12 (0)    | 38 (8) |
| Вест Гем Юнайтед | 2025–26         | Прем'єр-ліга     | 0 (0)        | 0 (0) | 0 (0)     | 0 (0)  |

### Збірна
Станом на 27 січня 2025 року:
| Рік    | Збірна  | Матчі | Голи |
| ------ | ------- | ----- | ---- |
| 2024   | Сенегал | 4     | 0    |
| Усього | Усього  | 4     | 0    |